# Paisatge de Santa Perpétua de Mogoda
Paisatge de Santa Perpétua de Mogoda és una pintura a l'oli sobre fusta de l'artista català Joaquim Mir i Trinxet que forma part de la col·lecció de la Fundació Municipal Joan Abelló a Mollet del Vallès.

## Context històric i artístic
→ Llegiu l'article principal sobre Joaquim Mir i Trinxet.
Mir arriba al Vallès per a questions familiars: la seva mare, ja vídua, necessitava atenció mèdica; d'altra banda, la seva germana era casada a Mollet del Vallès i esperava un quart fill. Al 1914 es trobaran a Montornès del Vallès, després es traslladaran a Mollet del Vallès i al 1919 a Caldes de Montbui fins al 1922, any en què es casarà i es traslladarà a Vilanova i la Geltrú, en una finca anomenada Casa Mir.
Aquesta fou una etapa en la que variaran els paisatges i la gamma cromàtica de les seves obres: s'intensificaran els ocres, verds, terres i sienes. La vida rural serà la protagonista, amb representacions de camps, masies, bous, pallers.., així com també de paisatges propis vallesencs: finques senyorials, velles ermites, interiors d'esglésies (com la pintura de l'interior de l'Església de Sant Vicenç de Mollet), ponts, fonts d'aigua, camins, boscos, d'entre moltes d'altres coses. Amb aquests nous temes, canviarà el concepte dels seus paisatges, on l'ús de la perspectiva es farà evident, així com la representació de la profunditat.

## Descripció
El pintor ens representa aquí d'una forma magistral una vista de la població vallesana Santa Perpètua de Mogoda. Unes ombres a primer terme, amb abundant vegetació, ens transporten a un seguit de cases, situades més enllà, i on darrere d'elles es deixa entreveure un crepúscle. D'aquesta manera, la llum esdevè protagonista fent un magnífic joc entre el sol i l'ombra. La pinzellada és gruixuda i segura i predominen els colors foscos, amb tocs de colors clars que aporten lluminositat a la composició.

## Exposicions
El quadre ha estat exhibit a les següents exposicions:
- Joaquim Mir, Centro de cultura Castillo de Maya. Pamplona, 06/04/2000 - 14/05/2000
- Joaquim Mir, Sociedad Economica de Amigos del País. Málaga, 19/05/2000 - 18/06/2000
- Joaquim Mir, Concello del Ferrol, 10/07/2000 - 10/08/2000
- Joaquim Mir, Caja Ahorros de Navarra, 06/04/2000 - 31/05/2000
- Mir i Abelló a Vic, Sala d'art Caixa Manlleu. Vic, 19/12/2001 - 03/02/2002
- La finestra oberta. Paisatgisme català 1860-1930, Museu d'Art de Sabadell, 01/09/2004 - 09/12/2004
- La finestra oberta. Paisatgisme català 1860-1930, Museu del Vi. Vilafranca del Penedès, 14/12/2004 - 23/02/2005
- La finestra oberta. Paisatgisme català 1860-1930, Biblioteca Museu Víctor Balaguer. Vilanova i Geltrú, 23/02/2005 - 11/05/2005
- La finestra oberta. Paisatgisme català 1860-1930, Museu de Manresa, 11/05/2005 - 29/06/2005
- La finestra oberta. Paisatgisme català 1860-1930, Edifici Miramar de Sitges, 29/06/2005 - 21/09/2005
- La finestra oberta. Paisatgisme català 1860-1930, Museu de Mataró, 21/09/2005 - 04/11/2005
- La finestra oberta. Paisatgisme català 1860-1930, Museu de Molins de Rei, 04/11/2005 - 14/12/2005
- La finestra oberta. Paisatgisme català 1860-1930, Museu de Terrassa, 14/12/2005 - 23/01/2006
- La finestra oberta. Paisatgisme català 1860-1930, Museu de Badalona, 24/01/2006 - 01/03/2006
- La finestra oberta. Paisatgisme català 1860-1930, Museu de Martorell, 13/03/2006 - 10/05/2006
- La finestra oberta. Paisatgisme català 1860-1936, Museu Abelló. Mollet del Vallès, 11/05/2006 - 30/06/2006
- L'art modern a la col·lecció Abelló s.XIX-XX, Museu Abelló. Mollet del Vallès, 21/01/2007
- L'art modern a la col·lecció Abelló s.XIX-XX. Renovació 2018, Museu Abelló. Mollet del Vallès, 20/05/2018